# Charles Rochfort Scott
Charles Rochfort Scott (c 1790-1872) fue General de División del ejército británico que se convirtió en el vicegobernador de Guernsey .

## Carrera militar
Rochfort Scott fue comisionado comisionado en el Royal Staff Corps donde permaneció hasta 1834 cuando se trasladó al 81º Regimiento de a Pie (Loyal Lincoln Volunters). Fue en ese año que visitó el Laberinto de Messara en Gortina en Creta y redactó sus impresiones. Pasó la mayor parte de 1840 y 1841 examinando partes de Siria; en enero de 1842 fue trasladado a Gibraltar y en 1845 a Gales, pero durante todo ese tiempo todavía estaba completando sus mapas de Siria.  Fue nombrado Asistente General de Cuartel General en Dublín en 1849 pero en 1854 era Subdirector General Adjunto para el Distrito Norte y en 1857 fue nombrado vicegobernador del Royal Military College, Sandhurst.
Fue nombrado Teniente Gobernador de la isla de Guernsey, en el Canal de la Mancha , en 1864.
También fue Coronel del 100th Regiment of Foot.

## Estancia en España
Como capitán del ejército británico, permaneció en la Guarnición de Gibraltar entre los años 1822 y 1830, tiempo en el que realizó varios viajes por  Andalucía. De su obra Excursions in the Mountains of Ronda and Granada with Characteristic Sketches of the Inhabitants of the South of Spain, Londres 1838.  
En uno de esos viajes en Torredonjimeno donde se detuvieron para pasar la noche, fueron objeto de un exhaustivo interrogatorio por parte de las autoridades para permitirles llegar hasta la posada. Llegaron a Jaén, donde destacó el hecho de haber sido mencionada con frecuencia por los historiadores romanos.